# Xã Mound City, Quận Crittenden, Arkansas
Xã Mound City (tiếng Anh: Mound City Township) là một xã thuộc quận Crittenden, tiểu bang Arkansas, Hoa Kỳ. Năm 2010, dân số của xã này là 464 người.